# ارنست ترلچ
ارنست پیتر ویلهلم ترلچ (آلمانی: Ernst Troeltsch؛ ۱۷ فوریهٔ ۱۸۶۵ – ۱ فوریهٔ ۱۹۲۳) یک پروتستان اهل آلمان بود. او در مقطعی از زندگی خویش معتقد بود که مسیحیت بر سایر ادیان «برتری مطلق» دارد.